# 해시 브라우니

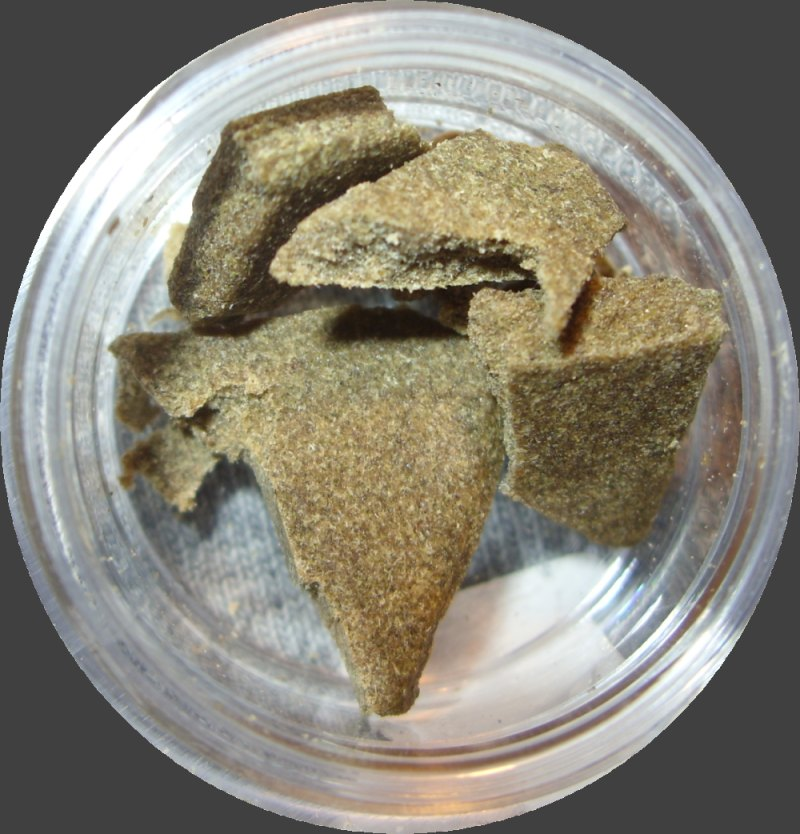
해시 브라우니

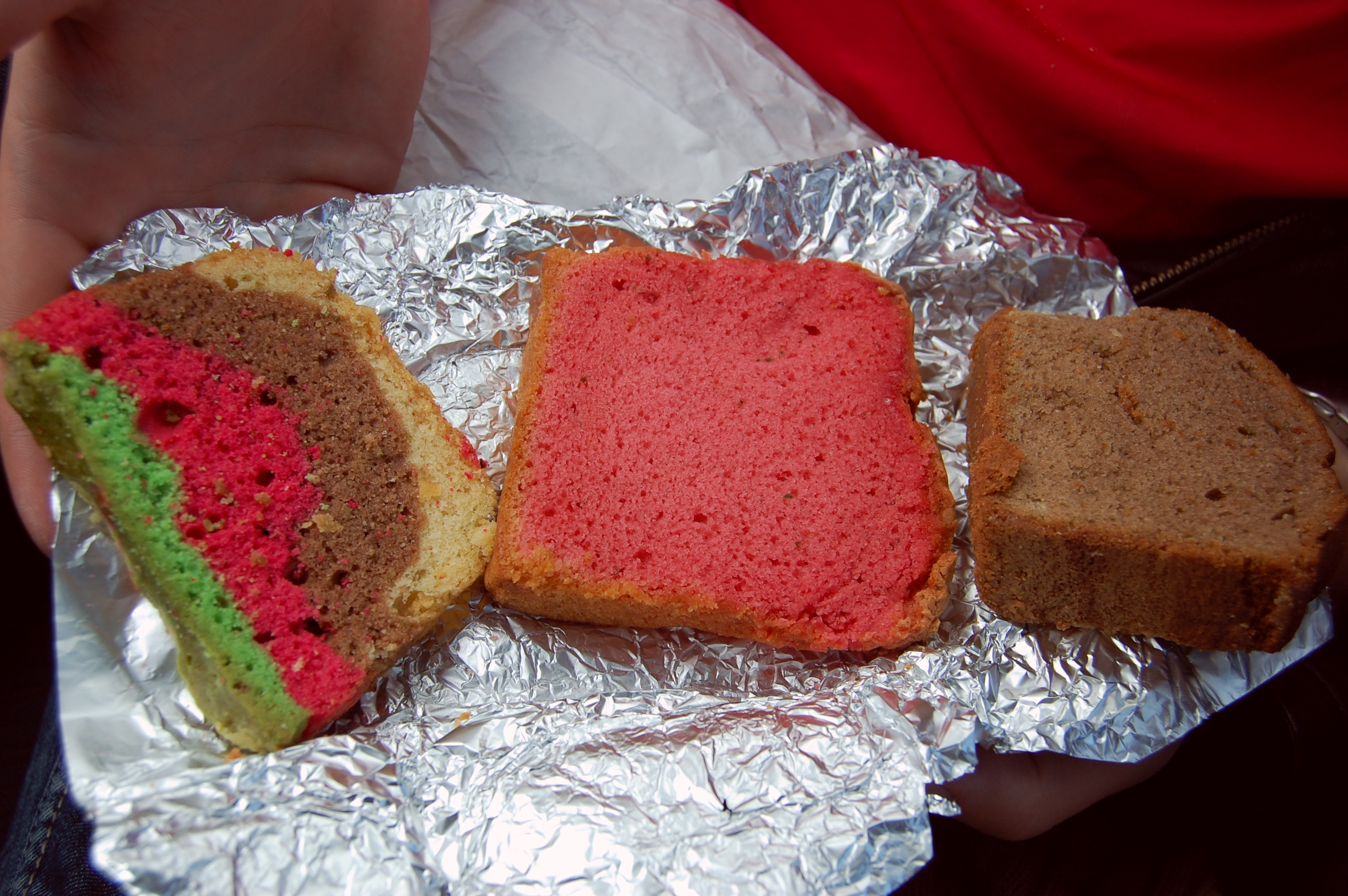
암스테르담의 스페이스 케이크

해시 브라우니(Hash Brownies) 또는 해시 쿠키(hash cookies)는 대마로 만든 먹거리(Cannabis edibles)의 일종이다. 일반적인 재료인 버터, 밀가루 등과 함께 환각 효과가 있는 대마(hashish)를 넣어 만든다. 마리화나 쿠키와 비슷하지만 보다 강력한 효과를 나타낸다. 네덜란드와 같이 마약에 관한 법률이 비교적 자유로운 몇몇의 유럽 국가에서는 흔히 볼 수 있으나, 대한민국에서는 금지되어 있다.
"스페이스 케이크"(Space cakes)는 대마로 만든 머핀, 초콜릿 브라우니, 쿠키의 통틀어 부르는 이름이다. 네덜란드에서 매우 인기 있다.